# Fluorid chromový
Fluorid chromový je hypotetická anorganická sloučenina šestimocného chromu s chemickým vzorcem CrF6. Dříve se předpokládalo, že jde o nestabilní žlutou pevnou látku rozkládající se při teplotě −100 °C, ale ukázalo se, že jde o chybnou identifikaci fluoridu chromičného.

## Neúspěšné pokusy o přípravu
Dříve se předpokládalo, že fluorid chromový lze připravit fluorací kovového chromu při teplotě 400 °C a tlaku 20 MPa a okamžitým zmrazením, aby se předešlo rozkladu:
Cr + 3 F2 → CrF6
Bylo však prokázáno, že místo toho vzniká fluorid chromičný:
2 Cr + 5 F2 → 2 CrF5